# Desmodium ellipticum
Desmodium ellipticum är en ärtväxtart som beskrevs av James Macfadyen. Desmodium ellipticum ingår i släktet Desmodium och familjen ärtväxter. Inga underarter finns listade i Catalogue of Life.